# 車城福安宮
22°04′15″N 120°42′39″E / 22.070970°N 120.710802°E
車城福安宮位於臺灣屏東縣車城鄉福安村、為臺灣最大的土地廟。

## 沿革

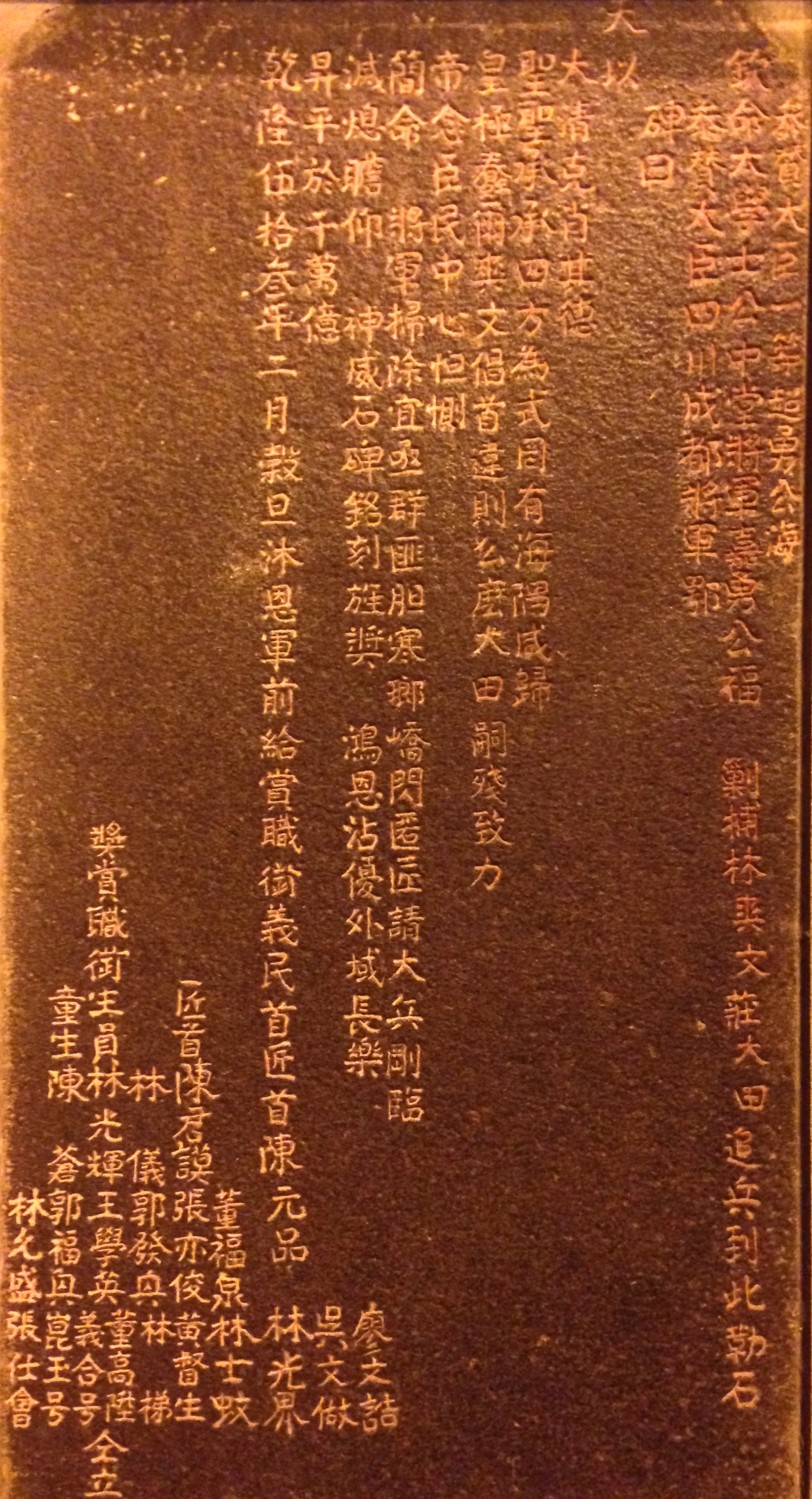
嘉勇公福康安頌德碑

建廟之初始稱為「敬聖亭」，依廟方主張是1662年建立。當地還傳說荷蘭統治時期，土地公已在車城立足。
林爽文事件時，福康安至恆春半島追捕莊大田，後在此題詞勒石，而由當地「義民」首領等人立碑，學者何培夫認為此碑反映清廷恩威並施的平亂措施。此碑曾收錄於屠繼善《恆春縣志》、《明清臺灣碑碣選集》、《台灣南部碑文集成》、《屏東古碑集》等書。
《恆春縣志》卷十三．碑碣：
|  | 福公碑：在車城莊，縣西十五里福德廟內。欽差大學士公中堂將軍嘉勇公福、參贊大臣超勇公海、參贊大臣四川成都將軍鄂，剿捕林爽文、莊大田追兵到此勒石。碑曰：「天以大清，克肖其德。聖聖承承，四方為式；罔有海隅，咸歸皇極。蠢爾爽文，創首違則；么麼大田，嗣殘致力。帝念臣民，中心怛惻；簡命將軍，掃除宜亟。群匪膽寒，琅嶠閃匿；匠請大兵，剛臨滅熄。瞻仰神威，石碑銘刻；旌獎鴻恩，沾優外域。長樂升平，於千萬億。乾隆五十三年二月，榖旦。」 |

嘉慶年間廟宇改名為「福安廟」，據說名稱是為了紀念福康安。咸豐年間，獲贈「福錫羊城」匾額。同治年間，劉明燈率兵途經柴城（即車城）時勒石廟壁，學者何培夫認為此碑與羅發號事件有關，係事件後清廷為防美軍入侵、臺灣原住民族，命臺灣鎮總兵劉明燈進駐琅𤩝（今恆春鎮）「剿番」、佈兵後所立。

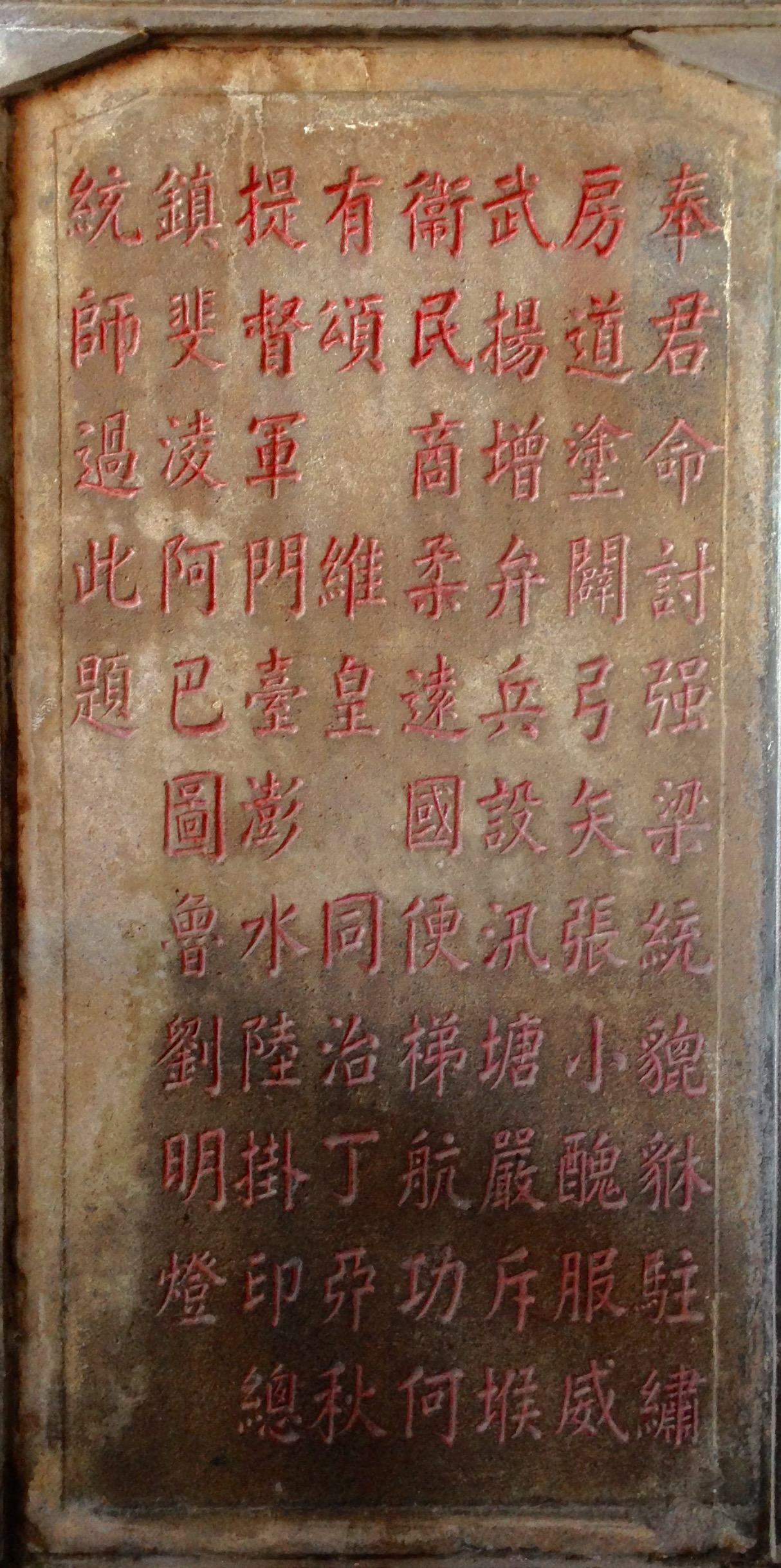
劉明燈統帥過福安村題名碑

戰後時期廟址為車城鄉福安村福安路51號。1951年再度集資改建，經當時行政院長陳誠賜名為「福安宮」。1987年12月29日清晨，新廟殿舉行啟門安座大典，造價新台幣1億元，建坪400坪，樓高6層，屏東縣長施孟雄與屏東縣各民意代表出席。其停車場可容納50部大型遊覽車。數年後，1991年9月，國防部依重要軍事設施管制要點規定，將車城鄉自海口飯店起至國立海洋生物博物館止的十餘公里範圍，公告為建築高度不得超過10公尺。此廟擴建後，取代了大南天福德祠，成為臺灣最大的土地公廟。還有說車城福安宮為東南亞最大土地公廟，也與北臺灣的烘爐地南山福德宮及中臺灣的竹山紫南宮並稱是臺灣的「三大土地公廟」。
後廟方想興建高達21公尺的香客大樓，因此在1996年8月13日由總幹事曾寶文去找縣長伍澤元陳情，要求協調國防部能比照准許車城國中興建15公尺高的學生活動中心，同意興建香客大樓。新建香客大樓落成後曾無水電，因當地的海墘路才重修鋪設好，依縣府規定三年後才可挖埋水電管線，主任委員陳庚福遂在2000年9月25日率委員向縣長蘇嘉全陳情。
屏東縣政府於2015年舉行屏東土地公文化學術研討會，曾帶人拜訪此廟、大武力福德宮、老埤老祖祠等。

## 祭祀
主神土地公為官帽、官服造型。各分靈神像在農曆二月初二與農曆八月十五會回來進香，但因各地分靈眾多，進香熱鬧常達一個月，也就是農曆二月和八月整月份都有分靈回來進香。分靈廟有台開金門風獅爺福德祠、台中港10號碼頭中櫃集散站的土地公、六輕福德宮等。
恆春地區早年流傳五方土地公之說，要祭祀完代表西方的高山巖福德宮、代表東方的滿州茶山福德宮、代表南方的鵝鑾鼻保安宮、代表中間的恆春猴洞山福德宮、代表北方的車城鄉福安宮，才算圓滿。
依廟方紀錄，清治時期車城地區發生嚴重瘟疫，土地公指示需請來大崗山超峰寺的觀音，在村莊內大街小巷遶境。瘟疫平定後，決定將觀音像長久留在在福安宮內。村民訂定三年一科於農曆二月十九日，開啟一星期的扛轎徒步來回超峰寺及遶境，直到1970年代因洋蔥外銷農忙不足取消遶境，僅留回超峰寺的習俗。2017年恢復此傳統。
廟宇有一座金紙放在爐口就可自動飛入的金爐，為廟宇設計師梁紹英自認得意之作。報導講在土地公生日那一周，粗估一日可以燒掉三噸的金紙。

## 外部連結
- 車城福安宮的Facebook專頁